# Juan Pizarro
Juan Pizarro (* 1511 in Trujillo; † 1536 in Cusco) war ein spanischer Conquistador. Er war der jüngste der Pizarro-Brüder. 
Juan Pizarro folgte 1530 seinem Bruder Francisco in die Neue Welt und war an der Eroberung des Inkareichs beteiligt. 
Beim Aufstand des von den Spaniern eingesetzten Inkas Manco Cápac II. im Jahr 1536 war er unter den Belagerten in der Stadt Cusco. Er nahm an der Erstürmung der Festung Sacsayhuamán teil und wurde dabei von einem Steingeschoss getroffen. Da er aufgrund einer Verletzung keinen Helm trug, erlitt er einen Schädelbruch und starb zwei Wochen später. 

## Rezeption
«Joan Pizarro era valiente y muy animoso, gentil hombre, magnánimo y afable.»

„Juan Pizarro war beherzt und sehr mutig, ein freundlicher Mann, großherzig und zuvorkommend.“